# Anantnag (district)
Anantnag is een district van het Indiase unieterritorium Jammu en Kasjmir. Het district telt 1.078.692 inwoners (2011) en heeft een oppervlakte van 3.574 km². De grootste plaats is de hoofdplaats Anantnag met ruim 150.000 inwoners.

## Bevolking
In 2011 woonden er 1.078.692 personen in het district, een stijging vergeleken met 778.408 personen in 2001 en 586.300 personen in 1991.

### Taal
In 2011 spraken 917.945 personen het Kasjmiri als moedertaal, oftewel 85% van de totale bevolking van het district. De grootste minderheidstaal was het Gojri met 123.606 sprekers (11% van het totaal). Andere belangrijke talen waren het Pahari, het Hindi, het Punjabi en het Pasjtoe.

### Religie
De grootste religie in het district is de islam. In 2011 werden er 1.057.005 moslims in het district geregistreerd, oftewel 97,99% van het inwonersaantal. Hiermee heeft het district het hoogste percentage moslims in India. Kleinere religies waren het hindoeïsme (13.180 personen; 1,2%) en het sikhisme (6.140 personen; 0,6%).
Divisie Jammu:
Doda · Jammu · Kathua · Kishtwar · Poonch · Rajouri · Ramban · Reasi · Samba · Udhampur
Divisie Kasjmir:
Anantnag · Badgam · Bandipora · Baramulla · Ganderbal · Kulgam · Kupwara · Pulwama · Shopian · Srinagar